# Alliance des forces nationales (Libye)
Pour les articles homonymes, voir Alliance des forces nationales.
L'Alliance des forces nationales (AFN), est une confédération politique libyenne. Considérée comme une alliance de libéraux, l'AFN est la deuxième plus grande alliance politique en Libye derrière le Parti de la justice et de la construction (PJC).

## Histoire
L'Alliance des forces nationales est fondée en février 2012 et réunit une cinquantaine d'organisations politiques, des ONG ainsi que des personnalités indépendantes. Son principal dirigeant est Mahmoud Jibril, chef du gouvernement de transition en 2011.
En juillet 2012, l'AFN arrive en tête lors des élections au Congrès général national avec 49 % des voix, battant largement les islamistes du Parti de la justice et de la construction qui obtiennent 22 %. L'Alliance détient 39 sièges sur les 80 soumis au scrutin à la proportionnelle.